# Stazione di Soffratta
Stazione di Soffratta vasútállomás Olaszországban, Veneto régióban, Vittorio Veneto településen.

## Vasútvonalak
Az állomást az alábbi vasútvonalak érintik:
- Ponte nelle Alpi-Conegliano-vasútvonal

## Kapcsolódó állomások
A vasútállomáshoz az alábbi állomások vannak a legközelebb: 
- Colle Umberto-Scomigo railway station (Stazione di Conegliano)
- Stazione di Vittorio Veneto (Stazione di Ponte nelle Alpi-Polpet)